# Білояровка (Топчихинський район)
Білоя́ровка (рос. Белояровка) — село у складі Топчихинського району Алтайського краю, Росія. Адміністративний центр та єдиний населений пункт Білояровської сільської ради.

## Географія
Розташоване на річці Калманка (притока Обі) за 6 км на південь від Топчихи і за 75 км на південний захід від Барнаула.

## Історія
Засноване 1919 року. У 1928 році виселок Білоярський складався з 35 господарств, основне населення — росіяни. В адміністративному відношенні входив до складу Закалманської сільради Чистюнського району Барнаульського округу Сибірського краю.

## Населення
Населення — 746 осіб (2010; 798 у 2002).
Національний склад (станом на 2002 рік):
- росіяни — 82 %